# Batinac
Batinac (cyr. Батинац) – wieś w Serbii, w okręgu pomorawskim, w gminie Ćuprija. W 2011 roku liczyła 725 mieszkańców.